# 黑腰梅花雀
黑腰梅花雀（学名：Estrilda troglodytes），是梅花雀科梅花雀属的一种，分布于科特迪瓦、埃塞俄比亚、几内亚比绍、厄立特里亚、贝宁、塞内加尔、乍得、马里、波多黎各（引进种）、毛里塔尼亚、美国、喀麦隆、马提尼克（引进种）、尼日尔、维尔京群岛（引进种）、加纳、中非共和国、尼日利亚、利比里亚、肯尼亚、刚果民主共和国、几内亚、冈比亚、葡萄牙（引进种）、苏丹、布基纳法索、多哥和乌干达。全球活动范围约为1,960,000平方千米。该物种的保护状况被评为无危。
黑腰梅花雀的平均体重约为6.1克。栖息地包括干燥的稀树草原、耕地和亚热带或热带的（低地）干燥疏灌丛。